# Zajkány
Zajkány (románul Zeicani) falu Romániában, Erdélyben, Hunyad megyében.

## Fekvése
A Hátszegi-medence délnyugati peremén, a Retyezát-hegység északi lábánál fekszik, az Erdélyi Vaskapu keleti bejáratánál. Hátszegtől 21 km-re délnyugatra található.

## Története
1442. szeptember 6-án a település közelében aratott győzelmet Hunyadi János az Erdélyre törő török sereg ellen. A 669 m magasságban levő erdélyi Vaskapu-hágóban (Poarta de Fier) állt a csata emlékműve, egy hatalmas vasbuzogány. 1992. június 22-én az emlékművet erőgépekkel ledöntötték, a buzogány eltűnt. A tetteseket nem találták meg. Egy év múlva a buzogány előkerült az osztrói tóból, ekkor a várhelyi múzeumba vitték; innen 1994 ismét eltűnt. 2003. áprilisban az emlékmű talapzatát is elbontották.
1659. november 22-én itt győzte le a budai pasa serege II. Rákóczi György seregét.
1910-ben 522, többségben román lakosa volt, jelentős magyar kisebbséggel. A trianoni békeszerződésig Hunyad vármegye Hátszegi járásához tartozott.
A 2002-es népszámláláskor 186 lakosa közül 185 fő (99,5%) román, 1 (0,5%) pedig magyar volt.